# Carl Emil Hansen (borgmester)
Carl Emil Hansen (født 7. december 1913 i Stubbekøbing, død 14. april 2004 i Nakskov) var redaktør og derefter borgmester i Nakskov (1962-1985) samt amtsrådsmedlem for Socialdemokratiet i Maribo Amt 1970-1978.
Carl Emil Hansen var uddannet typograf i Stubbekøbing, hvor hans far var arbejdsmand. Allerede i 1933, hvor han havde udlært som typograf, begyndte han at arbejde som journalist i Ny Dags lokalredaktion i Stubbekøbing, og i 1934 kom han til Ny Dags hovedredaktion i Nakskov. Han har også været journalist på Social-Demokraten. 1945-1949 var han chefredaktør for Aften-Posten, Silkeborg, hvorefter han vendte tilbage til Nakskov og var chefredaktør for Ny Dag 1949-1962.
Han havde tillidshverv inden for Danmarks Socialdemokratiske Ungdom 1930-1940 og var 1938-1940 redaktør af deres blad, »Rød Ungdom«.
På opfordring stillede Carl Emil Hansen op til byrådet i Nakskov i 1962 for Socialdemokratiet og blev ikke alene valgt ind, men blev borgmester; en post, han havde, indtil han gik på pension i 1985. Han havde ingen forudgående erfaringer med byrådsarbejde, men havde de rette evner, ligesom han mestrede en journalistisk løbebane uden en journalistuddannelse.
Han har bidraget til Nakskovs lokalhistorie med flere bøger:
- Egeskov og ørneklo – en bog om Nakskov[6]
- Omkring det hvide bladhus[7]
- Gennem ild og vand – brandslukning i Nakskov i 100 år[8]
- Der var engang – Nakskov Pensionistforening gennem 50 år - 1941-1991[9]
- Socialdemokratisk Forening i Nakskov gennem 100 år[10]